# استان گیونگ‌سانگ
استان گیونگ‌سانگ (به لاتین: Gyeongsang Province) یک استان در کره جنوبی است که در منطقه یونگنام واقع شده‌است.